# 国際連合安全保障理事会決議299
国際連合安全保障理事会決議299（こくさいれんごうあんぜんほしょうりじかいけつぎ299、英: United Nations Security Council Resolution 299）は、1971年9月30日に国際連合安全保障理事会で採択された決議である。オマーンによる国際連合への加盟申請を検討した上で、国際連合総会に対して承認勧告を行った。